# Alejandra Pascucci
Alejandra Rossalyn Pascucci Pantoja (Lima, 7 de junio de 1983) es una cantante y actriz peruana radicada en los Estados Unidos. 
Alcanzó a la popularidad por haber sido la vocalista principal de la banda musical femenina de cumbia peruana Ángeles de Fuego, además de conformar otros conjuntos de su género. En el ámbito actoral, obtuvo reconocimiento por protagonizar la teleserie biográfica musical La Faraona de América Televisión, interpretando a la cantante Marisol.

## Biografía

### Primeros años
Nació el 7 de junio de 1983 en Lima, bajo el nombre completo de Alejandra Rossalyn Pascucci Pantoja.[cita requerida]

### Trayectoria
Comenzó su carrera artística en el año 2000, integrando la banda musical de cumbia peruana Alma Bella, desempeñándose como una de las vocalistas.
A partir del año 2003, fue parte del grupo del mismo género Agua Bella, permaneciendo por varios años consecutivos hasta su renuncia definitiva en 2008. Sin embargo, vuelve al dicho conjunto en 2018 por un tiempo limitado.
Pascucci se incursiona en la televisión peruana a partir de 2007, formando parte del elenco central del programa cómico Astros de la risa de Panamericana Televisión en el rol de actriz cómica, retomando el rol en las siguientes producciones televisivas El gordo y el flaco (2008) y Recargados de risa (2009-2010).
Pero fue hasta el año 2009, cuando alcanzaría al estrellato como fundadora y vocalista principal de la agrupación femenina Ángeles de Fuego, conformando el elenco junto a las bailarinas Lady Guillén y Kerly Masko. Durante esa etapa, ganó popularidad como intérprete de la canción «Te quiero más».
Debuta en la actuación en 2012 acreditándose en el rol protagónico de la teleserie La Faraona de América Televisión, interpretando a la cantante de cumbia Marisol, contando con Efraín Aguilar como productor general de la ficción y compartió el rol junto a su entonces pareja sentimental, el actor Gerardo Zamora. Obtuvo críticas por su desempeño actoral y la ausencia de la cantante original en el desarrollo de la telenovela. Seguidamente, protagoniza con Reynaldo Arenas la obra teatral El marqués de Mangomarca y participó en una película grabada en Huancayo en ese año.
En el año 2013, asume el antagónico principal de la telenovela Los amores de Polo bajo el papel de Amanda Corrales, una cantante y compositora de canciones quién se metería en problemas con el protagonista Augusto Polo Campos.
En ese mismo año, se lanza como solista bajo su nombre real, anunciando el tema musical «Lo que me hizo usted» de su álbum debut Volvamos a empezar, bajo el formato de merengue, siendo estrenada más tarde en 2021. Seguido, presta su colaboración con el dominicano Juan Manuel para la elaboración del tema «Idiota» en ese año.
En noviembre de ese año, se incorpora al conjunto Aguas de Oro en reemplazo de Giuliana Rengifo, y se suma junto a Marina Yafac y Evelyn Campos, donde interpretaría el tema musical «Pensando en tí».
Retomó sus proyectos musicales con Ángeles de Fuego en 2015, incursionándose en la timba y salsa, lanzando sus versiones de los temas interpretados por los cantantes Joe Arroyo, Amanda Miguel y Yuri.
En el año 2016, conforma el grupo musical Clavito y su Chela al lado de Luigui Carbajal, volviendo al año siguiente por un breve tiempo.
En el año 2018 se muda a los Estados Unidos y continuó con sus proyectos musicales. Durante su estadía, Pascucci prestó sus colaboraciones con algunas cantantes de su género: «Mix Son Caliente» a dueto con July Rodríguez y Yolanda Medina, y «Ya lo pagarás» con Nancy Castello. Adicionalmente, estrena la nueva versión de «Te quiero más» con Molly Gereda en 2021, incluyendo el álbum recopilatorio.

## Discografía

### Álbum de estudio
- 2021: Volvamos a empezar

### Sencillos
- 2021: Lucerito
- 2021: Te quiero más (ft. Molly Gereda)
- 2021: Te quiero más

## Filmografía

### Televisión
| Año       | Título              | Rol             | Notas                                           | Emisión                 |
| --------- | ------------------- | --------------- | ----------------------------------------------- | ----------------------- |
| 2007      | Astros de la risa   | Ella misma      | Actriz cómica, modelo y parte del elenco        | Panamericana Televisión |
| 2008      | El gordo y el flaco | Ella misma      | Actriz cómica, modelo y parte del elenco        | Panamericana Televisión |
| 2009-2010 | Recargados de risa  | Ella misma      | Actriz cómica, modelo y parte del elenco        | América Televisión      |
| 2012      | La Faraona          | Marisol         | Protagonista                                    | América Televisión      |
| 2013      | Los amores de Polo  | Amanda Corrales | Antagonista principal                           | América Televisión      |
| 2013      | Está cantado        | Ella misma      | Participante invitada                           | Panamericana Televisión |
| 2013      | Ola ke ase          | Ella misma      | Invitada y parte de Aguas de Oro                | Panamericana Televisión |
| 2016      | Fábrica de sueños   | Ella misma      | Invitada especial y parte de Clavito y su Chela | ATV                     |

### Teatro
- El duque de Mangomarca (2012), protagonista.